# Distrito de Huayhuay

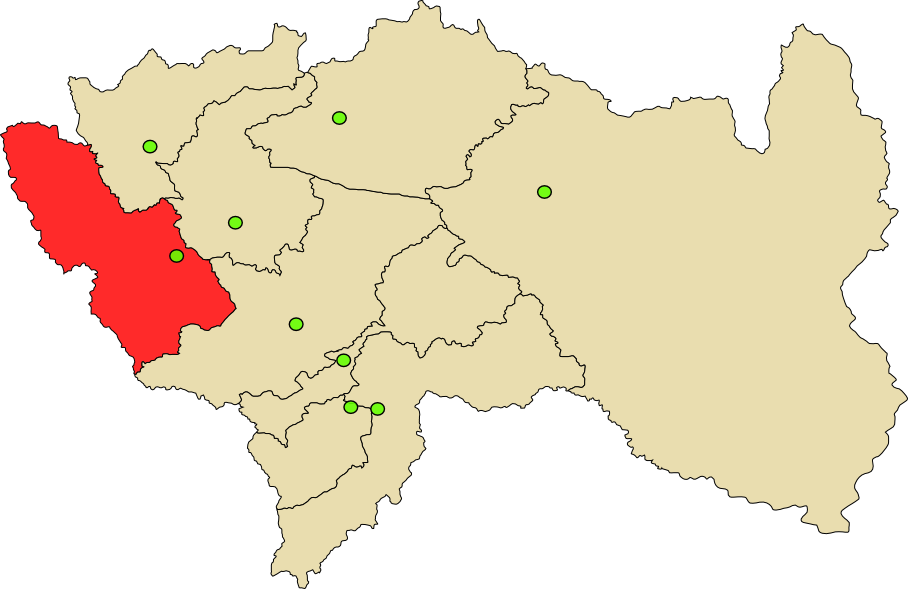
Provincia de Yauli en el Departamento de Junín

El Distrito de Huay Huay es uno de los diez distritos de la Provincia de Yauli, ubicada en el Departamento de Junín, bajo la administración del Gobierno Regional de Junín, Perú.
Dentro de la división eclesiástica de la Iglesia Católica del Perú, pertenece a la Vicaría V de la Arquidiócesis de Huancayo

## Historia
El distrito fue creado mediante Ley del 5 de mayo de 1960, en el segundo gobierno del Presidente Manuel Prado Ugarteche.

## Etimología
Del quechua "huay" que significa casa. Por la existencia al inicio de la formación del pueblo casas separadas uno del otro: Huay-huay

## Geografía
Abarca una superficie de 179,94 kilómetros cuadrados.

## Población
Según censo INEI: 2040 habitantes (año 2017)

## Capital
Es el pueblo de Huay-Huay, ubicado a 3 970 m s. n. m.

## Autoridades

### Municipales
- 2023 - 2026
  - Alcalde: Angel Roberto Aylas Jara

- 2019 - 2022
  - Alcalde: Teodosio Zacarias Collachagua

- 2015 - 2018[2]
  - Alcalde: Amílcar Gerardo Ramos Collachagua, Movimiento Juntos por Junín (N).
  - Regidores: Teodoro Lucas Arroyo Rimari (N), Silvia Victoria Rivera Villajuan (N), Nilton Paul Puchoc Villajuan (N), Marisol Amanda Gonzales Caso (N), Elmo Anastacio Ramos Ravichagua (Junín Emprendedores Rumbo al 21).
- 2011-2014[3]
  - Alcalde: Amílcar Gerardo Ramos Collachagua, Bloque Popular Junín (BPJ).[4]
  - Regidores: Andrés Avelino Rivera Zacarías (BPJ). Teodoro Lucas Arroyo Rimari (BPJ), Solano Vicente Huatuco Coronel (BPJ), Sergia Cecilia Ravichagua Rivera (BPJ), José Pepe Soto Chipana (Perú Libre).
- 2007-2010
  - Alcalde: Isaías Ramón Gonzales.

### Policiales
- Comisaría de La Oroya
  - Comisario: Cmdte. PNP. Dennis Pizarro.[5]

### Religiosas
- Arquidiócesis de Huancayo[6]
  - Arzobispo de Huancayo: Mons. Pedro Barreto Jimeno, SJ.
  - Vicario episcopal: Pbro. Enrique Tizón Basurto.
- Parroquia Cristo Rey[7]
  - Párroco: Pbro. Enrique Tizón Basurto.

## Educación

### Instituciones educativas
I.E. "Germán Pomalaza Rixe" - Huayhuay
I.E. "Andrés Avelino Cáceres" - Andaychagua